# Microchilus (Orchideen)
Microchilus ist eine Gattung aus der Familie der Orchideen (Orchidaceae). Sie besteht aus etwa 164 Arten krautiger Pflanzen, die im tropischen Amerika beheimatet sind.

## Beschreibung
Die Arten der Gattung Microchilus bilden ein kriechendes Rhizom, das an den Nodien bewurzelt ist. Die aufsteigenden Sprosse tragen die Laubblätter gleichmäßig verteilt oder in einer lockeren Rosette, etwa in der unteren Hälfte des aufrechten Sprosses. Die Blätter sind breit bis schmal oval geformt, oft etwas asymmetrisch, kurz gestielt. Der röhrenförmige Blattgrund umfasst den Spross. Die Farbe der Blätter ist grün bis bräunlich, manchmal mit hellgrüner oder silberner Zeichnung.
Über den Blättern setzt sich die Sprossachse als vielblütiger, traubiger Blütenstand fort. Die Blütenstandsachse ist behaart und wird von wenigen Hochblättern umfasst. Die Tragblätter sind etwa so lang wie Fruchtknoten und Blütenstiel zusammen. Der Fruchtknoten ist behaart und verdreht, die Blüten sind dadurch resupiniert. Die Blütenblätter sind frei. Die drei Sepalen sind etwa gleich geformt und gleich groß, auf der Außenseite bei einigen Arten behaart. Die seitlichen Sepalen sind abgespreizt, das obere Sepal bildet mit den ihm anhaftenden seitlichen Petalen eine Röhre. Die seitlichen Petalen sind schmal linealisch bis länglich-lanzettlich, oberhalb der Mitte am breitesten. Die Lippe bildet an der Basis einen langen, zylindrischen bis ovalen, nur selten am Ende zweilappigen Sporn. Im Innern des Sporns sind meist niedrige Lamellen vorhanden. Die Lippe ist zweigeteilt: Der basale Teil, das Hypochil, ist u-förmig im Querschnitt und besitzt nur selten Lamellen im Innern. Der vordere Teil, das Epichil, ist ganzrandig oder endet zweilappig. Die Säule ist spindelförmig, ihr unterer Teil ist mit den Rändern der Lippe verwachsen. Das Staubblatt enthält zwei keulenförmige Pollinien, die über jeweils ein Stielchen mit der Klebscheibe (Viscidium) verbunden sind. Die Narbe besteht aus einer ungeteilten Fläche, die unter dem Trenngewebe zwischen Narbe und Staubblatt (Rostellum) liegt. Das Rostellum ist lang dreieckig mit einer zweigeteilten Spitze.

## Verbreitung
Microchilus ist im tropischen Amerika verbreitet. Von Mexiko und den Bahamas im Norden reicht das Areal über Mittelamerika und die Karibik über ganz Südamerika bis etwa auf Höhe des Río de la Plata im Süden. Die Arten wachsen in immergrünen Wäldern, gelegentlich auch epiphytisch. Sie kommen in Höhenlagen bis 2000 Meter vor.

## Systematik und botanische Geschichte
Die Gattung Microchilus wurde 1827 von Karl Bořiwog Presl aufgestellt. Typusart ist Microchilus minor. Der Name Microchilus leitet sich vom griechischen μικρός mikros „klein“ und χεῖλος cheilos „Lippe“ ab, er bezieht sich auf das kleine, Lippe genannte Blütenblatt. Die Arten wurden lange zusammen mit sehr ähnlichen Pflanzen aus Südostasien in der Gattung Erythrodes geführt. Microchilus wird innerhalb der Tribus Cranichideae in die Subtribus Goodyerinae eingeordnet. Nach Dressler lässt sich diese weiter in zwei Gruppen unterteilen; noch unter dem Namen Erythrodes stellt Dressler sie zusammen mit der Mehrzahl der Gattungen, die nicht zwei deutlich getrennte Narbenflächen aufweisen.

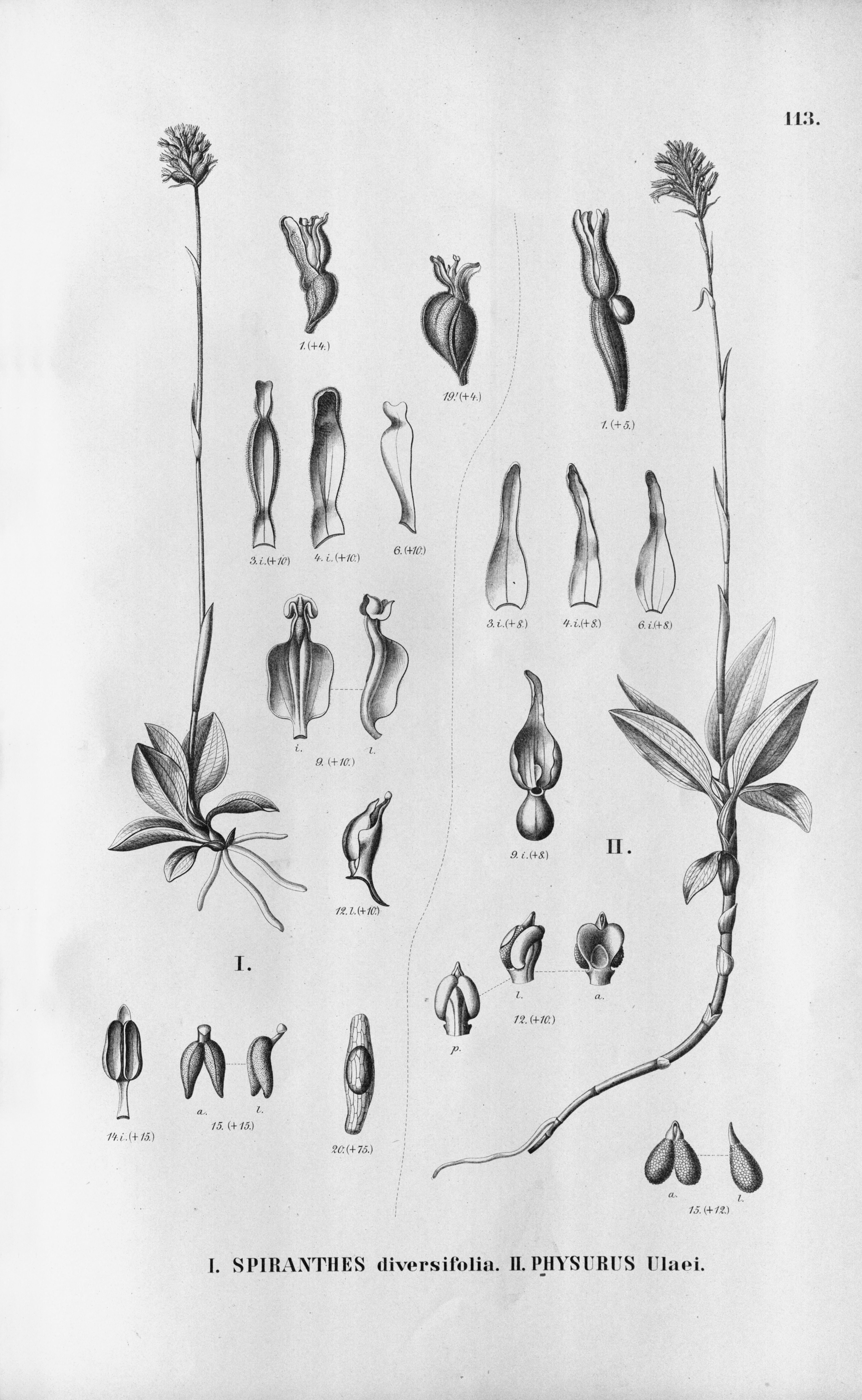
Illustration von Microchilus austrobrasiliensis, Fig. II, rechts

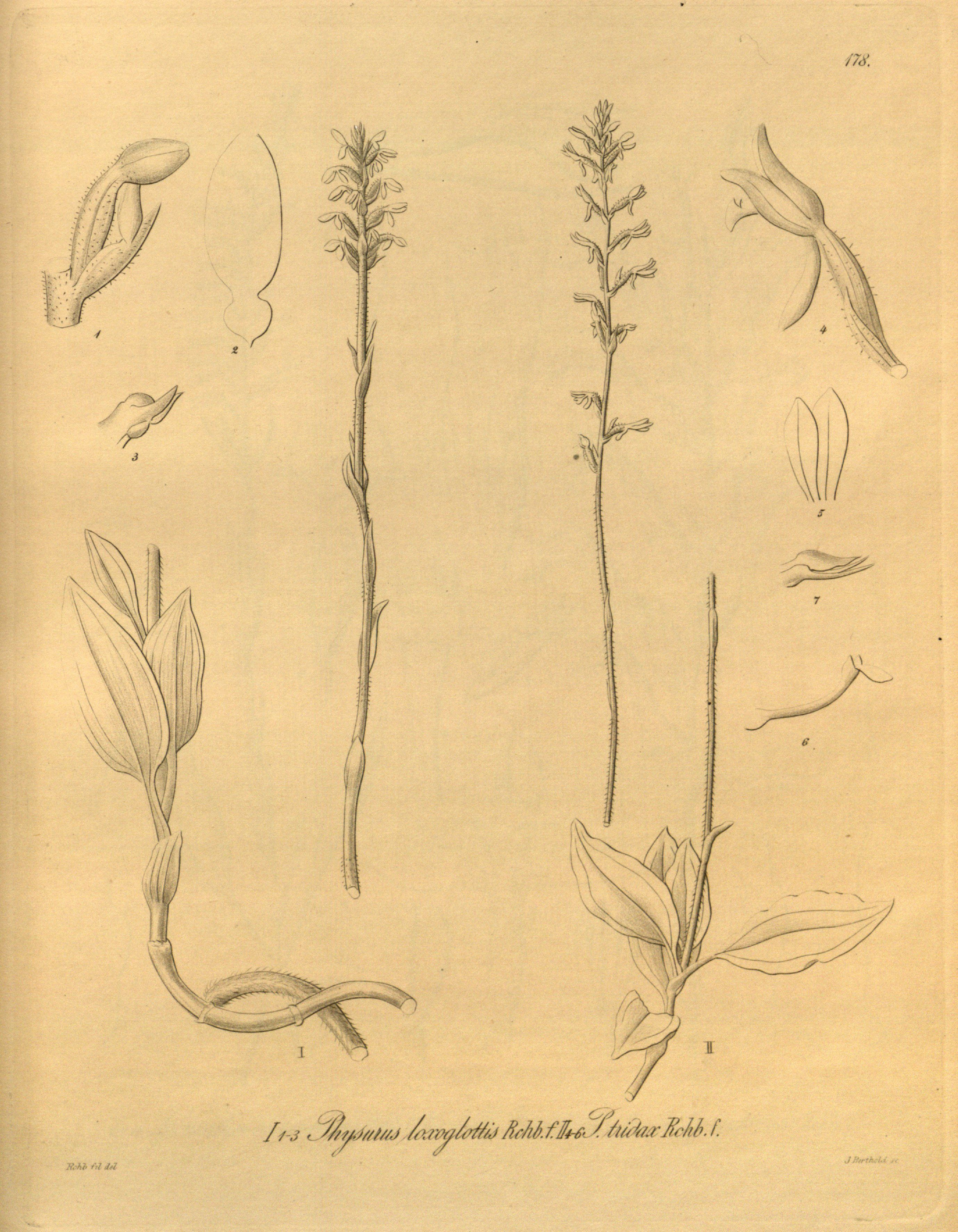
Illustration von Microchilus tridax

Während in dem Werk „Genera Orchidacearum“ noch 40 Arten in der Gattung Microchilus gezählt wurden, hat sich die Anzahl nach Studien von Paul Ormerod zwischen 2000 und 2010 erheblich vergrößert und liegt nun bei etwa 164 Arten:
- Microchilus aguindae Ormerod: Ecuador
- Microchilus alzatei Ormerod: Kolumbien
- Microchilus anchorifer (Schltr.) Ormerod: Ecuador, Bolivien, Peru
- Microchilus anderssonii Ormerod: Ecuador
- Microchilus andrei Ormerod: Kolumbien
- Microchilus antioquiensis Szlach. & Kolan.: Die 2017 erstbeschriebene Art kommt in Kolumbien vor.[3]
- Microchilus arevaloi Szlach. & Kolan.: Die 2017 erstbeschriebene Art kommt in Kolumbien vor.[3]
- Microchilus arietinus (Rchb.f. & Warm.) Ormerod: Tropisches Südamerika bis Argentinien
- Microchilus aspidogynoides Ormerod: Kolumbien
- Microchilus astilleroensis Ormerod: Peru
- Microchilus atalayae Ormerod: Peru
- Microchilus atwoodii Szlach. & Kolan.: Die 2016 erstbeschriebene Art kommt in Costa Rica vor.[3]
- Microchilus austrobrasiliensis (Porsch) Ormerod: Südliches und südöstliches Brasilien
- Microchilus bangii Ormerod: Bolivien
- Microchilus bimentatus (Dressler) Ormerod: Costa Rica
- Microchilus borjaquijosae Ormerod: Ecuador
- Microchilus boyacanus Ormerod: Kolumbien
- Microchilus brachyplectron (Pabst) Ormerod: Brasilien
- Microchilus bravocollinus Ormerod: Kolumbien
- Microchilus brunnescens Ormerod: Ecuador
- Microchilus buchtienii (Schltr.) Ormerod: Bolivien
- Microchilus callejasii Ormerod:Kolumbien
- Microchilus callophylloides (Garay) Ormerod: Ecuador
- Microchilus calophyllus (Rchb.f.) Ormerod: Costa Rica bis Kolumbien
- Microchilus campanensis Ormerod: Peru
- Microchilus campanulatus Ormerod: Nördliches Südamerika
- Microchilus canaliculatus Ormerod: Kolumbien
- Microchilus canarensis (Ormerod) Szlach. & Kolan.: Ecuador
- Microchilus capitatus Ormerod: Peru
- Microchilus caramantae Ormerod: Kolumbien
- Microchilus carbonerae Ormerod: Venezuela
- Microchilus carchiensis Ormerod: Ecuador
- Microchilus carinatus Ormerod: Kolumbien
- Microchilus carlos-parrae Szlach. & Kolan.: Die 2014 erstbeschriebene Art kommt in Kolumbien vor.[3]
- Microchilus caucanus (Schltr.) Ormerod: Kolumbien
- Microchilus ceratostele Ormerod: Galapagos-Inseln
- Microchilus chicalensis Ormerod: Ecuador
- Microchilus chingualensis Ormerod: Ecuador
- Microchilus constrictus Ormerod: Kolumbien, nördliches Brasilien, nördliches Peru
- Microchilus crassibasis Ormerod: Ecuador
- Microchilus cundinamarcae Ormerod: Kolumbien
- Microchilus curviflorus Ormerod: Nordwestliches und nördliches Venezuela. Mit den zwei Varietäten:
  - Microchilus curviflorus var. azulitae Ormerod
  - Microchilus curviflorus var. curviflorus
- Microchilus cuscoensis Kolan. & Szlach.: Die 2015 erstbeschriebene Art kommt in Peru vor.[3]
- Microchilus dolichostachys (Schltr.) Ormerod: Kolumbien
- Microchilus dressleri Kolan.: Die 2015 erstbeschriebene Art kommt in Panama vor.[3]
- Microchilus dryanderae Ormerod: Kolumbien
- Microchilus ecuadorensis (Garay) Ormerod: Ecuador
- Microchilus ensicalcar Ormerod: Peru
- Microchilus epiphyticus (Dressler) Ormerod: Costa Rica und Panama
- Microchilus erythrodoides (Schltr.) Ormerod: Kolumbien bis nordwestliches Venezuela. Mit zwei Unterarten:
  - Microchilus erythrodoides subsp. erythrodoides
  - Microchilus erythrodoides subsp. venadosae Ormerod
- Microchilus familiaris Ormerod: Karibik
- Microchilus federalensis (Ormerod) Meneguzzo: Brasilien
- Microchilus fendleri Ormerod: Venezuela
- Microchilus folsomii Szlach. & Kolan.: Die 2015 erstbeschriebene Art kommt in Panama vor.[3]
- Microchilus forceps (Ormerod) Ormerod: Ecuador
- Microchilus fosbergii Ormerod: Kolumbien
- Microchilus fosteri Ormerod: Peru
- Microchilus frontinoensis Ormerod: Kolumbien
- Microchilus fuscatus Ormerod: Panama
- Microchilus gentryi Ormerod: Kolumbien
- Microchilus giraldo-gensinii Ormerod: Kolumbien
- Microchilus glacensis (Dod) Ormerod: Haiti
- Microchilus globosicalcar Szlach. & Kolan.: Die 2014 erstbeschriebene Art kommt in Kolumbien vor.[3]
- Microchilus globosus Ormerod: Kolumbien
- Microchilus guianensis Ormerod: Guayana und Suriname
- Microchilus haughtii Ormerod: Kolumbien
- Microchilus hetaerioides (Schltr.) Ormerod: Südwestliches Kolumbien
- Microchilus hirtellus (Sw.) D.Dietr.: Karibik
- Microchilus huangobioensis Ormerod: Kolumbien
- Microchilus hughjonesii Ormerod: Kolumbien
- Microchilus ibaguensis Ormerod: Kolumbien
- Microchilus integer Ormerod: Ecuador
- Microchilus kuduyariensis Ormerod: Kolumbien
- Microchilus laegaardii Ormerod: Ecuador
- Microchilus lamprophyllus (Linden & Rchb.f.) Ormerod: Östliches Brasilien
- Microchilus laticalcar (Dod) Ormerod: Dominikanische Republik
- Microchilus lechleri Ormerod: Peru
- Microchilus leucostictus Rchb.f. ex Szlach. & Kolan.: Die 2014 erstbeschriebene Art kommt in Peru vor.[3]
- Microchilus libanoensis Ormerod: Kolumbien
- Microchilus longiflorus Ormerod: Ecuador
- Microchilus lunifer (Schltr.) Ormerod: Mexiko bis Costa Rica
- Microchilus luteynii Szlach. & Kolan.: Die 2017 erstbeschriebene Art kommt in Kolumbien vor.[3]
- Microchilus maasii Ormerod: Costa Rica bis Panama
- Microchilus machalillae Ormerod: Ecuador
- Microchilus madrinanii Ormerod: Nordöstliches Kolumbien
- Microchilus major C.Presl: Kolumbien, Ecuador, Peru
- Microchilus marulandae Ormerod: Kolumbien
- Microchilus mazarunensis Szlach., S.Nowak & Baranow: Die 2017 erstbeschriebene Art kommt in Guayana vor.[3]
- Microchilus meridanus Ormerod: Venezuela
- Microchilus mexicanus (Ames) Ormerod: Mexiko
- Microchilus micayvallis Ormerod: Kolumbien
- Microchilus microcalcar Ormerod: Kolumbien
- Microchilus microcaprinus Ormerod: Peru
- Microchilus minor C.Presl: Peru
- Microchilus montanus Szlach. & Kolan.: Die 2014 erstbeschriebene Art kommt in Kolumbien vor.[3]
- Microchilus moritzii Ormerod: Venezuela
- Microchilus mutisii Szlach. & Kolan.: Die 2014 erstbeschriebene Art kommt in Kolumbien vor.[3]
- Microchilus nigrescens (Schltr.) Ormerod: Honduras bis Ecuador
- Microchilus nugax Ormerod: Kolumbien
- Microchilus ormerodianus Kolan.: Die 2013 erstbeschriebene Art kommt in Kolumbien vor.[3]
- Microchilus oroensis (Dodson) Ormerod: Ecuador
- Microchilus ortgiesii (Rchb.f.) Ormerod: Kolumbien
- Microchilus ovalis Ormerod: Panama
- Microchilus ovatus (Lindl.) D.Dietr.: Kolumbien, Peru bis westliches Bolivien
- Microchilus pacaizapae Ormerod: Peru
- Microchilus paleaceus (Schltr.) Ormerod: Tropisches Südamerika
- Microchilus palmazuensis Ormerod: Peru
- Microchilus panamanicus Ormerod: Panama
- Microchilus paraisoensis Ormerod: Kolumbien
- Microchilus parvilabrum Ormerod: Ecuador
- Microchilus pauciflorus (Poepp. & Endl.) D.Dietr.: Bolivien bis nördliches Brasilien
- Microchilus pedrojuanensis Ormerod: Südöstliches Brasilien bis Paraguay
- Microchilus perijanus Ormerod: Kolumbien
- Microchilus peruvianus Szlach. & Kolan.: Die 2016 erstbeschriebene Art kommt in Peru vor.[3]
- Microchilus pilosus Szlach. & Kolan.: Die 2016 erstbeschriebene Art kommt in Costa Rica vor.[3]
- Microchilus pimentelii Ormerod: Dominikanische Republik
- Microchilus plantagineus (L.) D.Dietr.: Karibik bis nördliches Südamerika
- Microchilus platanilloensis Ormerod: Costa Rica
- Microchilus platysepalus Ormerod: Kolumbien
- Microchilus plowmanii Ormerod: Peru
- Microchilus preslii Ormerod: Peru
- Microchilus procerus (Schltr.) Ormerod: Kolumbien bis nordwestliches Venezuela
- Microchilus pseudobrunnescens Ormerod: Ecuador
- Microchilus pseudocaucanus Ormerod: Kolumbien
- Microchilus pseudominor Ormerod: Kolumbien
- Microchilus putumayoensis Ormerod: Kolumbien
- Microchilus puyoensis Ormerod: Ecuador. Mit drei Varietäten:
  - Microchilus puyoensis var. brachyceras Ormerod
  - Microchilus puyoensis var. brevipedunculatus Ormerod
  - Microchilus puyoensis var. puyoensis
- Microchilus quadratus (Garay) Ormerod: Nordwestliches Venezuela, Ecuador, Kolumbien
- Microchilus queremalensis Ormerod: Kolumbien
- Microchilus quetamensis Ormerod: Kolumbien
- Microchilus rioesmeraldae Ormerod: Kolumbien
- Microchilus rioitayanus Ormerod: Peru
- Microchilus riopalenquensis Ormerod: Kolumbien, Ecuador, Peru
- Microchilus ruizteranii Ormerod: Venezuela
- Microchilus sanpabloensis Ormerod: Ecuador
- Microchilus sarmientoi Szlach. & Kolan.: Die 2014 erstbeschriebene Art kommt in Kolumbien vor.[3]
- Microchilus schneideri Ormerod: Kolumbien
- Microchilus schultesianus (Garay) Ormerod: Trinidad
- Microchilus scrotiformis (C.Schweinf.) Ormerod: Kolumbien bis nordwestliches Venezuela
- Microchilus sparreorum (Garay) Ormerod: Westliches Kolumbien und Ecuador
- Microchilus sprucei (Garay) Ormerod: Ecuador
- Microchilus steyermarkii Szlach. & Kolan.: Die 2016 erstbeschriebene Art kommt in Venezuela vor.[3]
- Microchilus subquadratus Ormerod: Panama bis nordwestliches Kolumbien
- Microchilus tequendamae Ormerod: Kolumbien
- Microchilus tessellatus Ormerod: Costa Rica und Panama
- Microchilus trianae Ormerod: Kolumbien
- Microchilus tridax (Rchb.f.) Ormerod: Guatemala bis Panama
- Microchilus trifasciatus Ormerod: Nördliches Peru
- Microchilus tunquianus Ormerod: Peru
- Microchilus uribei Szlach. & Kolan.: Die 2014 erstbeschriebene Art kommt in Venezuela vor.[3]
- Microchilus valdivianus Ormerod: Kolumbien
- Microchilus valverdei Ormerod: Costa Rica
- Microchilus venezuelanus (Garay & Dunst.) Ormerod: Venezuela
- Microchilus ventosus Ormerod: Kolumbien
- Microchilus vesicifer (Rchb.f.) Ormerod: Mexiko bis Panama, Peru
- Microchilus vilnerae Ormerod: Kolumbien
- Microchilus viridissimus Ormerod: Ecuador
- Microchilus weberianus (Garay) Ormerod: Ecuador, Galapagos-Inseln
- Microchilus whitefoordiae Ormerod: Panama
- Microchilus xeranthum Ormerod: Kolumbien
- Microchilus xystophyllus (Rchb.f.) Ormerod: Kolumbien, Venezuela bis Brasilien
- Microchilus zeuxinoides (Schltr.) Ormerod: Kolumbien
- Microchilus zingarae Ormerod: Kolumbien